# عمارة رومانسكية فرنسية
ظهرت العمارة الرومانسكية في فرنسا في نهاية القرن العاشر، مع تطور المجتمع الإقطاعي وظهور الرهبانية ولاسيما الدومينيكان الذين بنوا العديد من الأديرة والكنائس الهامة مستخدمين الأسلوب. استمرت العمارة الرومانسكية بالسيطرة على العمارة الدينية حتى ظهور العمارة القوطية الفرنسية في إيل دو فرانس بين نحو 1140- 1150.
تشمل السمات المميزة للعمارة الفرنسية الرومانسكية جدرانًا سميكة ذات نوافذ صغيرة وأقواس مستديرة، وصحنًا طويلًا مغطًى بأقبية اسطوانية مع استخدام القبو المتقاطع عند تقاطع اثنين من الأقبية الاسطوانية، وجميعها مدعومة بأعمدة ضخمة، ومستوي من المنابر فوق الصالات في الطابق الأرضي، ونوافذ صغيرة فوق المدرجات وصفوف من الدعامات الخارجية التي تدعم الجدران. امتلكت الكنائس عادة قبة فوق الجناح المستعرض تدعمها أربعة أقواس مجاورة، وبرج كبير مربع أو أكثر وحنية نصف دائرية ومصليات صغيرة شعاعية. تضمنت الزخرفة عادة تيجان منحوتة في أعلى الأعمدة وطبلة نصف دائرية منحوتة بإتقان، وعادة ما صورت هذه الزخارف يوم القيامة فوق البوابة الرئيسية. تضمنت الزخرفة الداخلية اللوحات الجدارية التي تغطي الجدران والبلاط الملون والنوافذ الزجاجية الملونة المبكرة. بدأ العقد بالظهور في أواخر القرن الثاني عشر ولاسيما في الكنائس في نورماندي وباريس، مما أدى إلى الانتقال إلى الطراز القوطي.

## الخصائص

### المخطط
انتشرت العمارة الرومانسيكية غربًا عبر جنوب فرنسا حتى كاتالونيا وإسبانيا، ومن ثم شمالًا في وادي نهر الرون، في بداية القرن الحادي عشر مستوحاة من ظهور الأسلوب في شكال إيطاليا. اتبعت الكنائس الشكل التقليدي للبازيليكا الرومانية، في أوائل فترة الرومانسيك، ولاسيما فيما يتعلق بمخطط الكنيسة البيزنطية في سان فيتالي في رافينا. امتلكت هذه البازيليكا صحنًا طويلًا دون جناح عادة، ينتهي بحنية نصف كروية. وامتلكت برج جرس واحد على الأقل، مفصولًا عن صحن الكنيسة.
أُدخلت تقنيات بناء جديدة في فترة الرومانسيك اللاحقة، في الثلث الأخير من القرن الحادي عشر، سمحت بالحصول على كنائس أطول وأوسع. شاع اثنان من المخططات، كان أولها المخطط البندكتي المستخدم في دير كلوني والأديرة البندكتية الجديدة الأخرى. يضم المخطط ثلاثة صحون مع جناح يتقاطع معها، وصفوف من المصليات الصغيرة على جانبي الحنية في الطرف الشرقي. ظهر مخطط معدل في الأديرة والكنائس الجديدة المصممة لاستقبال الحجاج المسافرين إلى الأضرحة في اسبانيا. صُممت هذه الكنائس الجديدة لاستيعاب أعداد كبيرة من الزوار، وتضمنت رواقًا أو ممر يؤدي إلى العديد من المصليات الصغيرة التي تتشعب من الحنية على شكل نصف دائرة. سمح الرواق للزوار بالوصول إلى أي من المصليات بسهولة، دون مقاطعة عملية تخديم الصحن. امتلكت هذه الكنائس في الغالب أبراجًا متعددة فوق المدخل وأطراف الجناح، وأحيانًا قبة فوق نقطة التقاطع بين الجناح والصحن. تُعد كاتدرائية سانت فرونت في بيريغو التي صُممت على غرار كنيسة سان ماركو في البندقية، مثالًا على ذلك.

### الأقواس والأقبية
كانت الأقواس المستديرة هي السمة الأكثر شيوعًا والأكثر تميزًا لأسلوب الرومانسيك، بدأت الأقواس المدببة تظهر في نهاية الفترة لاسيما في نورماندي. بدأ البناة تجربة الأسقف المقببة، في السرداب أسفل الكنيسة أول الأمر ثم في الصحن. يُعد القبو الاسطواني البسيط أقدم الأنواع، ويرتكز على صفوف من الأعمدة الضخمة. استخدمت الكنائس اللاحقة القبو المتقاطع، وهو عبارة عن قبوين اسطوانيين مدمجين بزوايا قائمة، تميز هذه القبو بأنه أكثر قوة لكنه بناءه يتطلب مهارة كبيرة. في وقت لاحق من هذه الفترة، أُدخل العقد الذي نقل الدفع الناتج عن وزن السقف نحو الخارج والأسفل، من خلال الأضلاع الرفيعة، إلى الأعمدة الداعمة والدعامات.
أصبح من الضروري دعم الجدران بواسطة دعامات حجرية ضخمة من الخارج، عندما أخذت الصحون تُصبح أعلى فأعلى وذلك بسبب الضغط المُطبق على الجدران لأسفل وباتجاه الجدران. كانت النوافذ صغيرة الحجم وقليلة العدد بسبب الحاجة إلى الجدران المصمتة والسميكة. احتوى الطابق الأرضي على صفوف من الأعمدة الضخمة التي دعمت أقبية السقف. قسمت القواطع الرقيقة الجدران، مما وفر أيضًا الدعم للسقف.
دُعمت القباب إما من خلال قاعدة مثمنة الأضلاع أو قاعدة دائرية تتكون من أقواس اسطوانية تلتقي بزوايا قائمة.
ظهر العقد المكون من ستة أجزاء في إنجلترا نحو عام 1100، وهو ابتكار رئيسي في الانتقال إلى العمارة القوطية، ظهر لأول مرة أيضًا في فرنسا، في إعادة بناء صحن كل من كنيسة دير سانت إتيان، في كان، ودير سانت إيتيين في كان، نحو عام 1120. ظهر أيضًا في برغندي وفي نسخة تجريبية في دير فيزليه في نفس الوقت تقريبًا. سمحت هذه الأقبية بأسقف أخف وزنًا وأكثر قوة، وحملت الوزن خارجًا إلى الأعمدة والدعامات، مما مكن الجدران الداعمة أن تصبح أعلى وأقل سماكة مع احتوائها على نوافذ أكبر.

### الواجهات
قُسمت الجدران إلى أقسام شاقولية مفصولة بأعمدة رفيعة من الكولونيت التي تدعم أقبية السقف. كان المستوى الأرضي من الصحن محاطًا بأروقة ذات أعمدة، وفي طبيعة الأمر كانت تعلوها منابر أو صالات عرض، حيث يمكن للمؤمنين التجمع لمشاهد الاحتفال في الصحن أدناه. عادة ما احتوى المستوي فوق المنبر على صف من النوافذ، يدخل الضوء عبرها إلى الداخل.
قدم منبر الخطابة اتساعًا ودعمًا أكبر للجدار مما مكن الكنائس من أن تكون أعلى. ارتفع المنبر على مستويين في بعض الكنائس في منطقة أوفيرني، مما يعني أن الصحن لم يحصل إلا على القليل من الضوء. استُبدل المنبر في نورماندي بشرفة علوية غالب الأحيان، وهي عبارة عن ممر ضيق. امتلكت الكنائس في آكيتاين صحنًا واحدًا واسعًا، سمح بمرور المزيد من الضوء. تطلبت الكنائس الأطول دعامات حجرية ثقيلة على الجدران الخارجية لدعم وزن السقف. لم تُحل هذه المشكلة حتى العصر القوطي، عندما أدى إدخال العقد إلى نقل وزن السقف إلى أكتاف التدعيم خارج الجدران.